# 胡文日
胡文日（1905年7月15日—1986年3月13日），越南醫生，越南紅十字會南方分部的創辦者，南越反對派領袖。

## 生平
1905年7月15日，胡文日出生於越南南部沙瀝省的新歸東村。

## 紅十字會
1951年胡文日成立了越南南方紅十字會，並得到了紅十字國際委員會的正式認可，以解決陷入印度支那戰爭衝突和自然災害中的越南平民日益增長的援助需求。